# Ormoy (Eure-et-Loir)
Ormoy ist eine französische Gemeinde mit 224 Einwohnern (Stand: 1. Januar 2022) im Département Eure-et-Loir in der Region Centre-Val de Loire; sie gehört zum Arrondissement Dreux und zum Kanton Dreux-2. Die Einwohner werden Ormoyens genannt.

## Geographie
Ormoy liegt etwa 21 Kilometer nördlich von Chartres. Umgeben wird Ormoy von den Nachbargemeinden Villemeux-sur-Eure im Norden, Chaudon im Norden und Nordosten, Nogent-le-Roi im Nordosten und Osten, Néron im Südosten und Süden, Serazereux im Süden und Südwesten sowie Le Boullay-Thierry im Westen und Nordwesten.

## Bevölkerungsentwicklung
| Jahr                       | 1962 | 1968 | 1975 | 1982 | 1990 | 1999 | 2006 | 2013 | 2020 |
| Einwohner                  | 128  | 95   | 100  | 134  | 164  | 180  | 255  | 243  | 219  |
| Quellen: Cassini und INSEE |      |      |      |      |      |      |      |      |      |

## Sehenswürdigkeiten

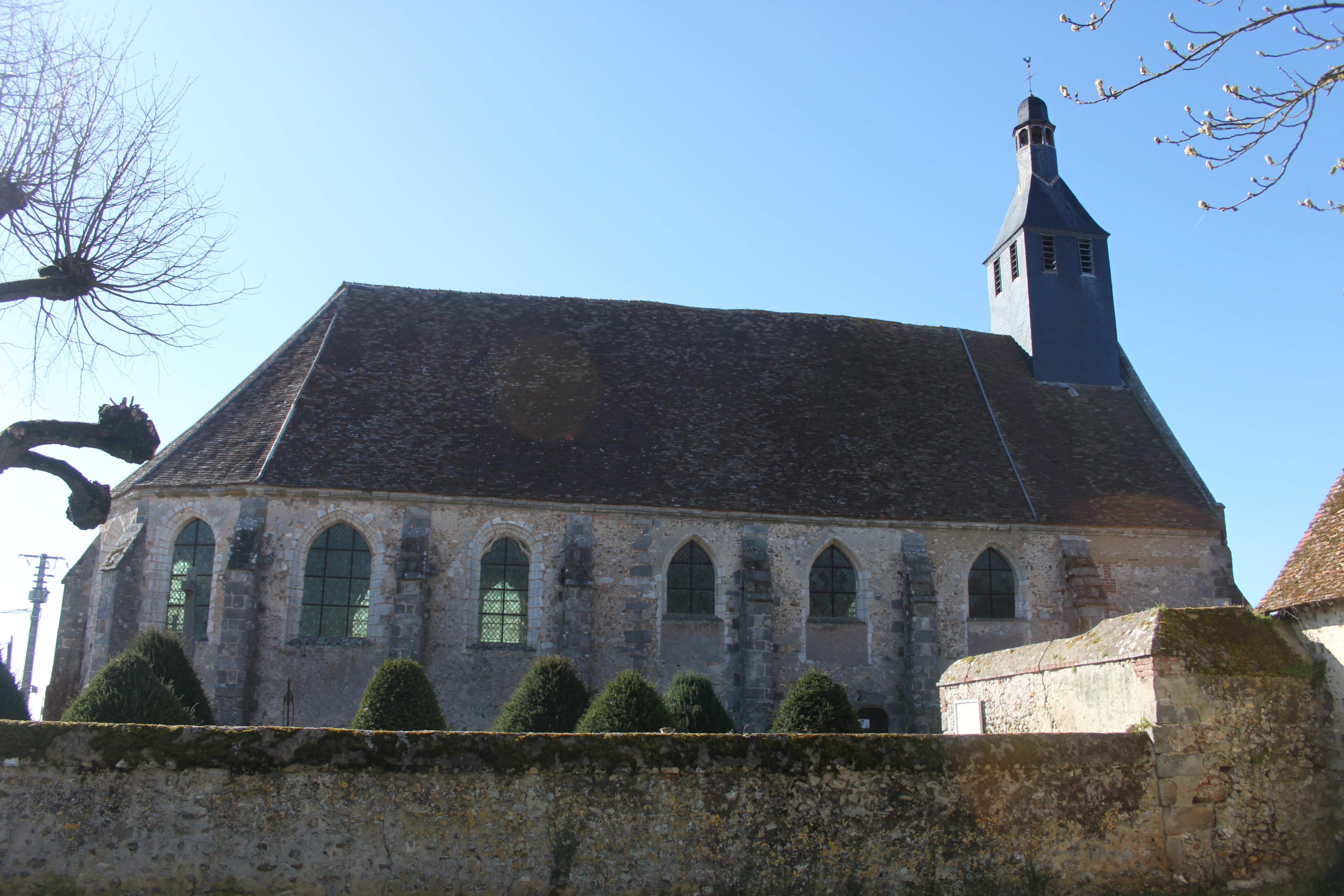
Kirche Saint-Pierre

- Kirche Saint-Pierre